# Aalborg Boldspilklub
L'Aalborg Boldspilklub és un equip de futbol de la ciutat d'Aalborg, a Dinamarca. Actualment disputa la Lliga danesa de futbol. El seu principal rival és l'Århus, equip contra el qual disputa el derbi conegut com la Batalla de Jutlàndia.

## Història
L'AaB va ser fundat el 13 de maig de 1885 per enginyers anglesos que treballaven a la construcció del ferrocarril. Inicialment practicà el criquet amb el nom d'Aalborg Cricketklub, canviant a Aalborg Boldklub el 1899. El futbol fou introduït l'any 1902, canviant de nou el seu nom per l'actual Aalborg Boldspilklub af 1885 el 1906.

## Estadi
Des de 1920, l'AaB ha jugat els seus partits a l'Aalborg Stadion. Va ser inaugurat el 18 de juliol de 1920. El 1960 l'estadi es cremà, i el nou estadi fou obert el 1962. Darrerament l'estadi ha estat ampliat i remodelat. Actualment s'anomena Energi Nord Arena.

## Jugadors destacats
- 1930s: Egon Johansen (1936)
- 1960s: Kaj Paulsen (1960), Kjeld Thorst (1961), Børge Bach (1963), Henning Munk Jensen (1965), Ove Flindt Bjerg (1967), Lynge Jakobsen (1969)
- 1980s: Søren Thorst (1983), Torben Boye (1984), Ib Simonsen (1985), Jes Høgh (1987)
- 1990s: Jens Jessen (1991), Erik Bo Andersen (1993), Jesper Grønkjær (1995), Peter Rasmussen (1995), Jimmy Nielsen (1996), Søren Frederiksen (1997), Ståle Solbakken (1998), Frank Strandli (1999), Brian Priske (1999)
- 2000s: Michael Silberbauer (2001), Thomas Augustinussen (2001), Rasmus Würtz (2003), Trond Andersen (2004) Martin Ericsson (2004), Rade Prica (2006) Siyabonga Nomvethe (2006) Andreas Johansson (2007) Lasse Nilsson (2008)

## Entrenadors destacats
- Poul Erik Andreasen (1990)
- Sepp Piontek (1995)
- Per Westergaard (1996)
- Lars Søndergaard (1997)
- Hans Backe (1998)
- Peter Rudbæk (2000)
- Poul Erik Andreasen (2002)
- Søren Kusk (2003)
- Erik Hamrén (2003-2008)

## Palmarès
- Lliga danesa de futbol: 1994-95, 1998-99, 2007-08
- Copa danesa de futbol: 1966, 1970
- Copa Intertoto: 2007

## Altres esports
L'handbol fou adoptat pel club el 2003, quan l'equip local Aalborg HSH fou comprat i rebatejat AaB Håndbold.
També té un equip professional d'hoquei gel anomenat AaB Ishockey, organitzat el 1967 i que guanyà la lliga el 1981. El 1997 AaB Ishockey es fusionà amb el club IK Aalborg, formant l'Aalborg Ishockey Klub (AIK) entre 1997-2003. Després de problemes econòmics la llicència fou transferida de nou al AaB.
El 2005, AaB en corporació amb l'Aalborg Basketball Klub (ABK) formà el AaB Basket de basquetbol. Fou desmantellat el març de 2007, tornant a l'antic ABK.
L'equip també té un equip de floorball.